# Мохо (река)
Мохо (англ. Moho River) — река в Гватемале и Белизе.
Длина реки — 164 км.

## География

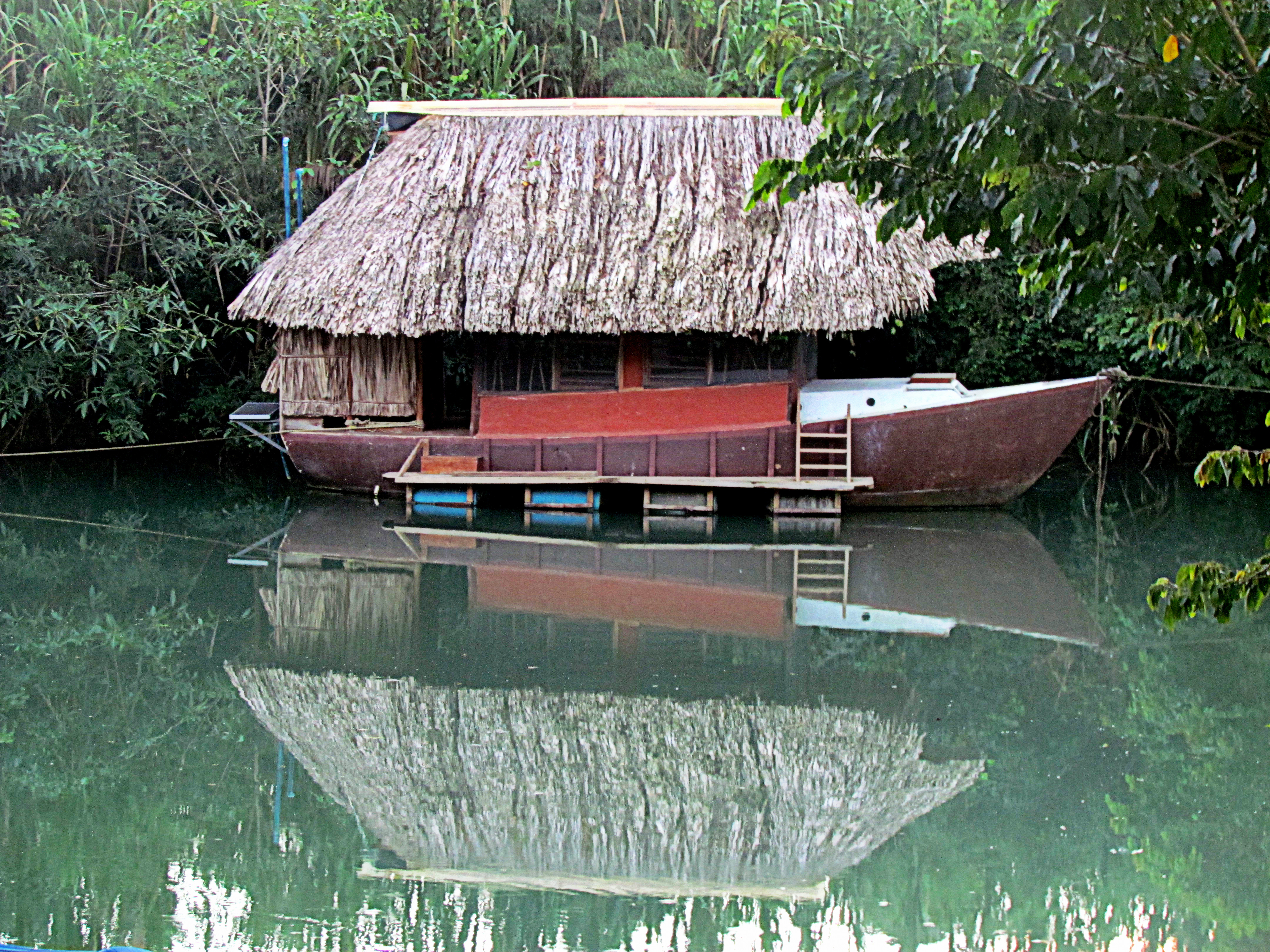
Водный дом на реке.

Истоки реки находятся в Гватемале в горах Майя на высоте 500—600 м. Частично заходит в Гондурас. Протекает в основном на юге Белиза через округ Толедо. Впадает в Карибское море в бухте Аматике. Площадь водосбора реки — 1188,5 км², из которых 812,5 км² — на территории Белиза. Основные притоки — Агаукате и Блю-Крик.
Река является судоходной от устья до Санта-Терезы.

## Геология
Река протекает по известнякам юрского и третичного периодов.